# Gran Premi d'Espanya del 2004
Resultats del Gran Premi d'Espanya de Fórmula 1 de la temporada 2004 disputat al circuit de Montmeló el 9 de maig del 2004. En aquell gran premi el famós l'espontani Jimmy Jump va irrompre durant el gran premi vi va correr un tros de la pista.

## Classificació
| Pos | No | Pilot                | Equip              | Voltes | Temps/ Retirada    | Pos. de sortida | Punts |
| --- | -- | -------------------- | ------------------ | ------ | ------------------ | --------------- | ----- |
| 1   | 1  | Michael Schumacher   | Ferrari            | 66     | 1h 27' 32. 841     | 1               | 10    |
| 2   | 2  | Rubens Barrichello   | Ferrari            | 66     | + 13.290 s         | 5               | 8     |
| 3   | 7  | Jarno Trulli         | Renault            | 66     | + 32.294 s         | 4               | 6     |
| 4   | 8  | Fernando Alonso      | Renault            | 66     | + 32.952 s         | 8               | 5     |
| 5   | 10 | Takuma Sato          | BAR - Honda        | 66     | + 42.327 s         | 3               | 4     |
| 6   | 4  | Ralf Schumacher      | Williams - BMW     | 66     | + 1' 13.804 min.   | 6               | 3     |
| 7   | 11 | Giancarlo Fisichella | Sauber - Petronas  | 66     | + 1' 17.108 min.   | 12              | 2     |
| 8   | 9  | Jenson Button        | BAR - Honda        | 65     | + 1 Volta          | 14              | 1     |
| 9   | 12 | Felipe Massa         | Sauber - Petronas  | 65     | + 1 Volta          | 17              |       |
| 10  | 5  | David Coulthard      | McLaren - Mercedes | 65     | + 1 Volta          | 10              |       |
| 11  | 6  | Kimi Räikkönen       | McLaren - Mercedes | 65     | + 1 Volta          | 13              |       |
| 12  | 14 | Mark Webber          | Jaguar - Cosworth  | 65     | + 1 Volta          | 9               |       |
| 13  | 16 | Cristiano da Matta   | Toyota             | 65     | + 1 Volta          | 11              |       |
| Ret | 19 | Giorgio Pantano      | Jordan - Ford      | 51     | Direcció assistida | 19              |       |
| Ret | 3  | Juan Pablo Montoya   | Williams - BMW     | 46     | Frens              | 2               |       |
| Ret | 15 | Christian Klien      | Jaguar - Cosworth  | 43     | Vàlvula reguladora | 16              |       |
| Ret | 17 | Olivier Panis        | Toyota             | 33     | Hidràulics         | 7               |       |
| Ret | 18 | Nick Heidfeld        | Jordan - Ford      | 33     | Hidràulics         | 15              |       |
| Ret | 20 | Gianmaria Bruni      | Minardi - Cosworth | 31     | Virolla            | 18              |       |
| Ret | 21 | Zsolt Baumgartner    | Minardi - Cosworth | 17     | Virolla            | 20              |       |

## Altres
- Pole: Michael Schumacher 1' 15. 022

- Volta ràpida: Michael Schumacher 1' 17. 450 (a la volta 12)